# Tyniec nad Ślęzą
Tyniec nad Ślęzą (niem. Gross Tinz, od 1938 Gross Tinz an der Lohe) – wieś w Polsce położona w województwie dolnośląskim, w powiecie wrocławskim, w gminie Kobierzyce.

## Podział administracyjny
W latach 1975–1998 miejscowość administracyjnie należała do województwa wrocławskiego.

## Położenie
Przez wieś przepływa rzeka Ślęza.

## Nazwa wsi
Tyniec nad Ślęzą jest często błędnie nazywany Tyńcem nad Ślężą. Nazwa miejscowości pochodzi od rzeki Ślęzy, która przez nią przepływa, nie zaś od góry Ślęży leżącej w okolicy Sobótki (widać to doskonale w niemieckiej nazwie Tinz a. d. Lohe - natomiast góra Ślęża w języku niemieckim to Zobtenberg), zatem poprawną nazwą jest tylko nazwa Tyniec nad Ślęzą – taka też nazwa widnieje w urzędowym systemie identyfikatorów i nazw miejscowości.

## Zabytki
Do wojewódzkiego rejestru zabytków wpisane są:
- kościół parafialny pw. św. Michała Archanioła, wzmiankowany w 1170 i 1189, jednonawowy, murowany, zbudowany w stylu romańskim około 1250 r., najprawdopodobniej w dwóch etapach, przebudowany w stylu gotyckim w XIV w., kiedy dodano prezbiterium. Wieża znacznie późniejsza, datowana na XV wiek, gotycka. Świątynia była ponownie dwukrotnie przebudowywana, w roku 1666 i 1715, w stylu barokowym, wyposażenie wnętrza pochodzi głównie z okresu drugiej przebudowy. Oprócz wystroju barokowego w kościele znajduje się 6 kolumn romańskich z bogato zdobionymi głowicami, ambona z 1714, na południowej ścianie nawy obraz św. Marka z ok. 1720, ołtarz główny św. Jadwigi z 1753[7], ul. Szkolna
- zespół pałacowy, ul. Ogrodowa, z drugiej połowy XVIII w.:
  - dom kawalerów maltańskich, obecny barokowy z około 1782 roku w miejscu starszego z pierwszej połowy XVI w., przebudowany w 1894.
  - park

inne zabytki:
- ceglany pręgierz
- gotycka, monolitowa kapliczka słupowa w murze cmentarza kościelnego[8]
- figura św. Jana Nepomucena autorstwa Johanna Urbanskyego z 1733 r.[9] przy kościele. Na postumencie kartusze, górny przedstawiający śmierć Jana Nepomucena (wrzucenie z mostu do Wełtawy), dolny herb fundatora: Johanna Josepha von Götzena.

Mapa Groß Tinz i Klein Tinz (około 1820 r.)
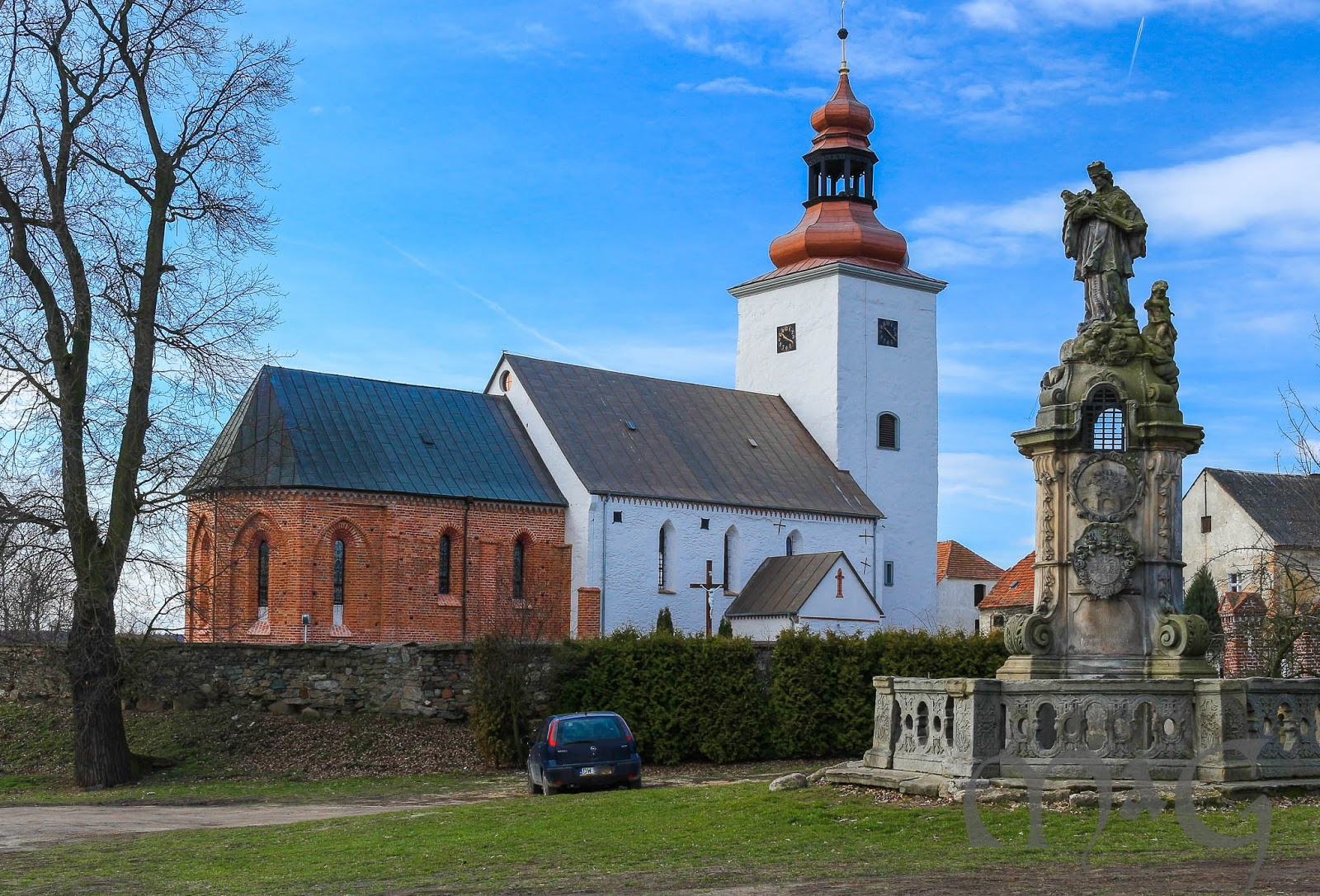
Kościół i figura Nepomucena
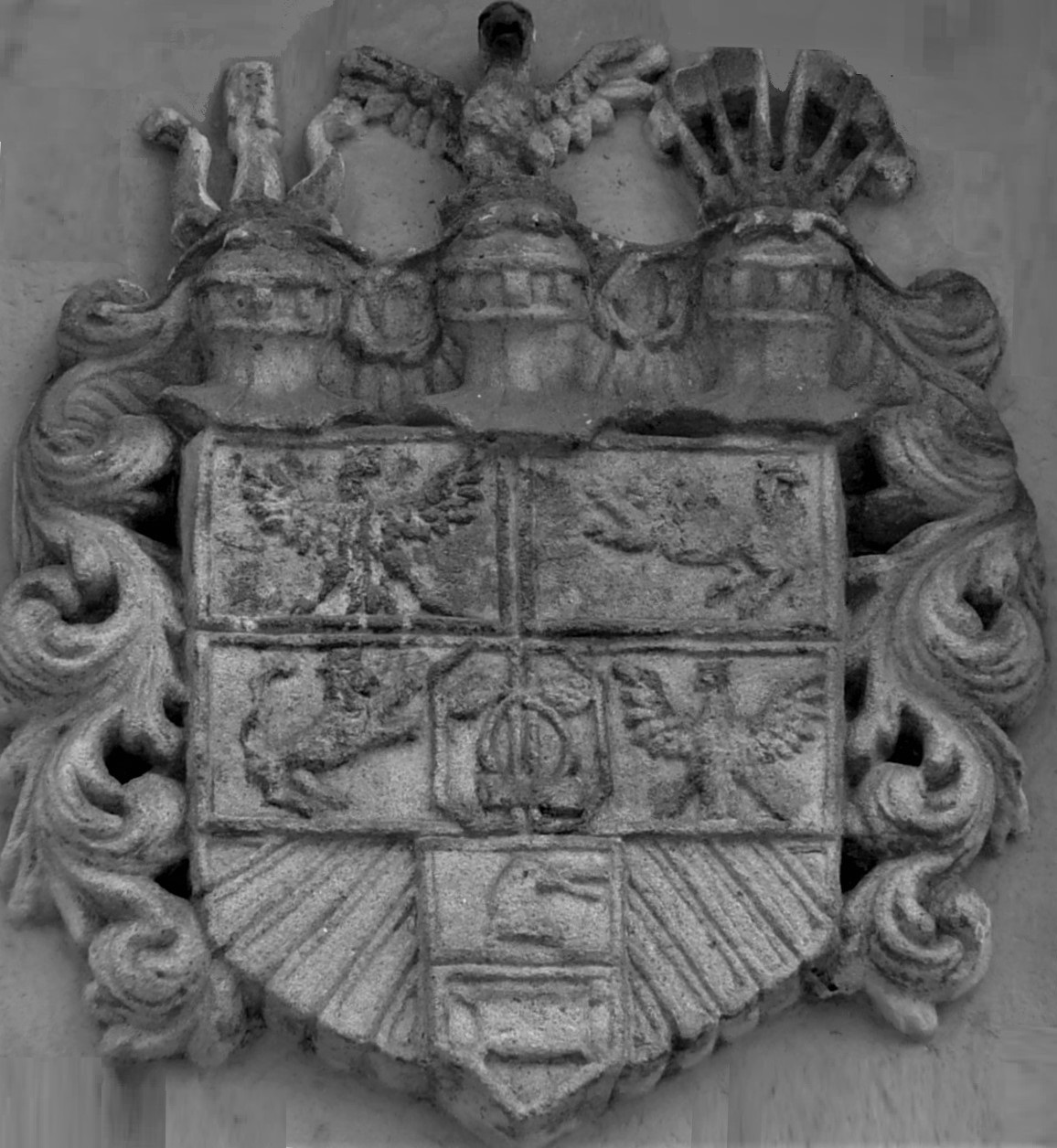
Herb von Götzena